# Bautista Saavedra Mallea

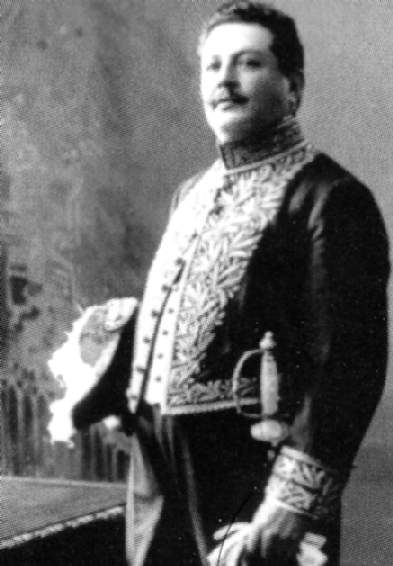
Bautista Saavedra Mallea

Bautista Saavedra Mallea (* 30. August 1870; † 1. Mai 1939) war Präsident der Republik Bolivien.

## Leben
Von 1920 bis 1921 regierte er als Mitglied einer Regierungsjunta und anschließend von 1921 bis 1925 als gewählter Präsident. Während seiner Amtszeit vertrieb er zahlreiche seiner Gegner aus dem Partido Republicano-Genuino aus dem Land, regierte Caudillo-mäßig, verstieß oft gegen die Verfassung und manipulierte seine Nachfolge, nachdem er nicht wieder zur Wahl antreten konnte. Er blieb zwar mächtig, konnte jedoch die Rückkehr der Politiker der Genuinos nicht verhindern und starb im Exil in Chile am 1. Mai 1939.
Saavedra war Jurist und positivistischer Soziologe. Als Jurist vertrat er die Ansprüche Boliviens in den Grenzstreitigkeiten mit Argentinien und Peru. Als Soziologe war er Anhänger eines radikalen Sozialdarwinismus, wobei der die Indigenen mit Orang-Utans verglich, die man mitleidlos ausbeuten dürfe, da sie durch den dauernden Coca-Genuss schmerzunempfindlich seien.
Die bolivianische Provinz Bautista Saavedra trägt heute ihm zu Ehren seinen Namen.

## Werke
- Defensa de los derechos de Bolivia ante el gobierno argentino en el litigio de fronteras con la República del Perú. 2 Bände. Buenos Aires 1906.
- Litigio de limites entre Bolivia y el Perú. Buenos Aires 2007.